# Andrzej Czyżewski (architekt)

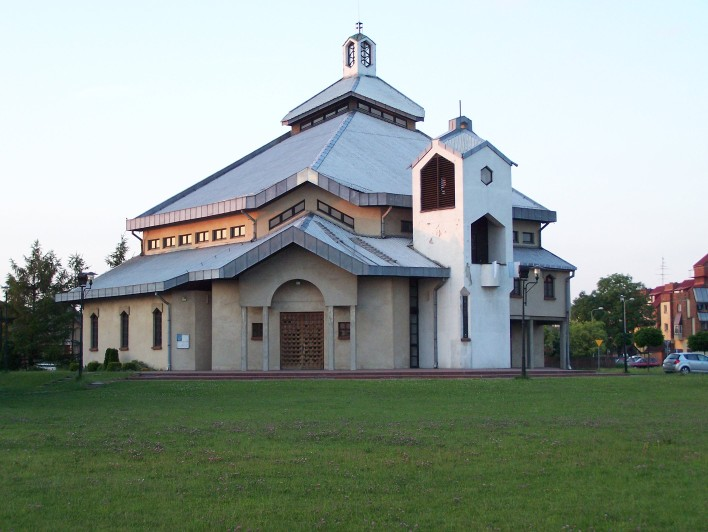
Kościół św. Jadwigi Śląskiej w Tychach, zaprojektowany przez Andrzeja Czyżewskiego

Andrzej Mieczysław Czyżewski (ur. 18 grudnia 1930 w Warszawie, zm. 13 lutego 2016 w Tychach) – polski architekt, nauczyciel akademicki, fotograf, rysownik, kuzyn i biograf Marka Hłaski.

## Życiorys
W 1955 ukończył studia na Wydziale Architektury Politechniki Wrocławskiej. Później był nauczycielem akademickim na tym wydziale. Na studiach poznał swą przyszłą żonę Marię, z którą wspólnie wygrali konkurs na projekt kościoła w Tychach, ostatecznie niezrealizowany. Osiedlili się w tym mieście i zaprojektowali w nim wiele budynków – kościół św. Jadwigi Śląskiej, szkoły oraz budynki mieszkalne. Czyżewscy byli autorami projektów koncepcyjnych centrum handlowo-usługowego, ratusza, szkoły muzycznej i dworca centralnego, współpracowali z Hanną i Kazimierzem Wejchertami. Andrzej Czyżewski był laureatem wielu nagród architektonicznych, autorem fotografii dokumentujących budowę Tychów, z których część przekazał do Muzeum Miejskiego, oraz rysunków i fotografii kościołów drewnianych na Śląsku i w Beskidzie Niskim. Od 1984 był głównym architektem województwa katowickiego.
Był ciotecznym bratem Marka Hłaski – ich matki były siostrami. Obie rodziny tuż po wojnie mieszkały we Wrocławiu, gdzie chłopcy spędzali ze sobą wiele czasu, m.in. obaj należeli do drużyny harcerskiej. Andrzej Czyżewski był spadkobiercą Marka Hłaski oraz autorem biografii Piękny dwudziestoletni. Biografia Marka Hłaski.
W latach 1967–1971 był prezesem Zarządu Oddziału Stowarzyszenia Architektów Polskich w Katowicach, rady Wojewódzkiej Rady Narodowej w Katowicach (1973–1984, w latach 1980–1984 członek Prezydium WRN).

## Nagrody i odznaczenia[2]
- nagroda resortowa (1980)
- nagroda wojewódzka (1982)
- Krzyż Kawalerski Orderu Odrodzenia Polski
- Srebrny Krzyż Zasługi
- Medal 40-lecia Polski Ludowej
- Złota Odznaka „Zasłużonemu w rozwoju województwa katowickiego”
- Srebrna Odznaka „Zasłużonemu w rozwoju województwa katowickiego”
- Medal SARP